# Día Mundial de las Legumbres
El Día Mundial de las Legumbres se celebra el 10 de febrero desde 2019 y fue proclamado por la Asamblea General de las Naciones Unidas en 2018.

## Proclamación
El Día Mundial de las Legumbres fue proclamado por la Asamblea General de las Naciones Unidas el 20 de diciembre de 2018, a solicitud de  Burkina Faso y con la colaboración de la Organización de las Naciones Unidas para la Alimentación y la Agricultura (FAO). Esta proclamación identifica la importancia de las legumbres (como garbanzos, lentejas, judías, frijoles)  para la seguridad alimentaria, la nutrición y la sostenibilidad ambiental. El objetivo principal es promover el consumo de estos cultivos y su contribución a la producción sostenible de alimentos, la mejora de la biodiversidad y la reducción de la pobreza.

## Celebración
Este día se celebra cada año el 10 de febrero, dando continuidad a la iniciativa del Año Internacional de las Legumbres de 2016. La primera celebración oficial tuvo lugar en 2019. Durante este día se llevan a cabo actividades que buscan sensibilizar al público sobre los beneficios de las legumbres para la salud y el medio ambiente, además de su papel en la lucha contra el hambre. Organizaciones internacionales, gobiernos y la sociedad civil participan en talleres, seminarios y eventos educativos que promueven el cultivo y consumo de legumbres, destacando su valor nutricional y su capacidad para mejorar la fertilidad del suelo y reducir la emisión de gases de efecto invernadero.

## Temas
- 2020: Proteínas vegetales para un futuro sostenible[8]
- 2021: Amor por las Legumbres: para una dieta saludable y un planeta sano[9]
- 2022: Legumbres para empoderar a los jóvenes en el logro de sistemas agroalimentarios sostenibles[10]

- 2023: Legumbres para disfrutar de un futuro sostenible[11]